# Muhammad bin Raschid Al Maktum

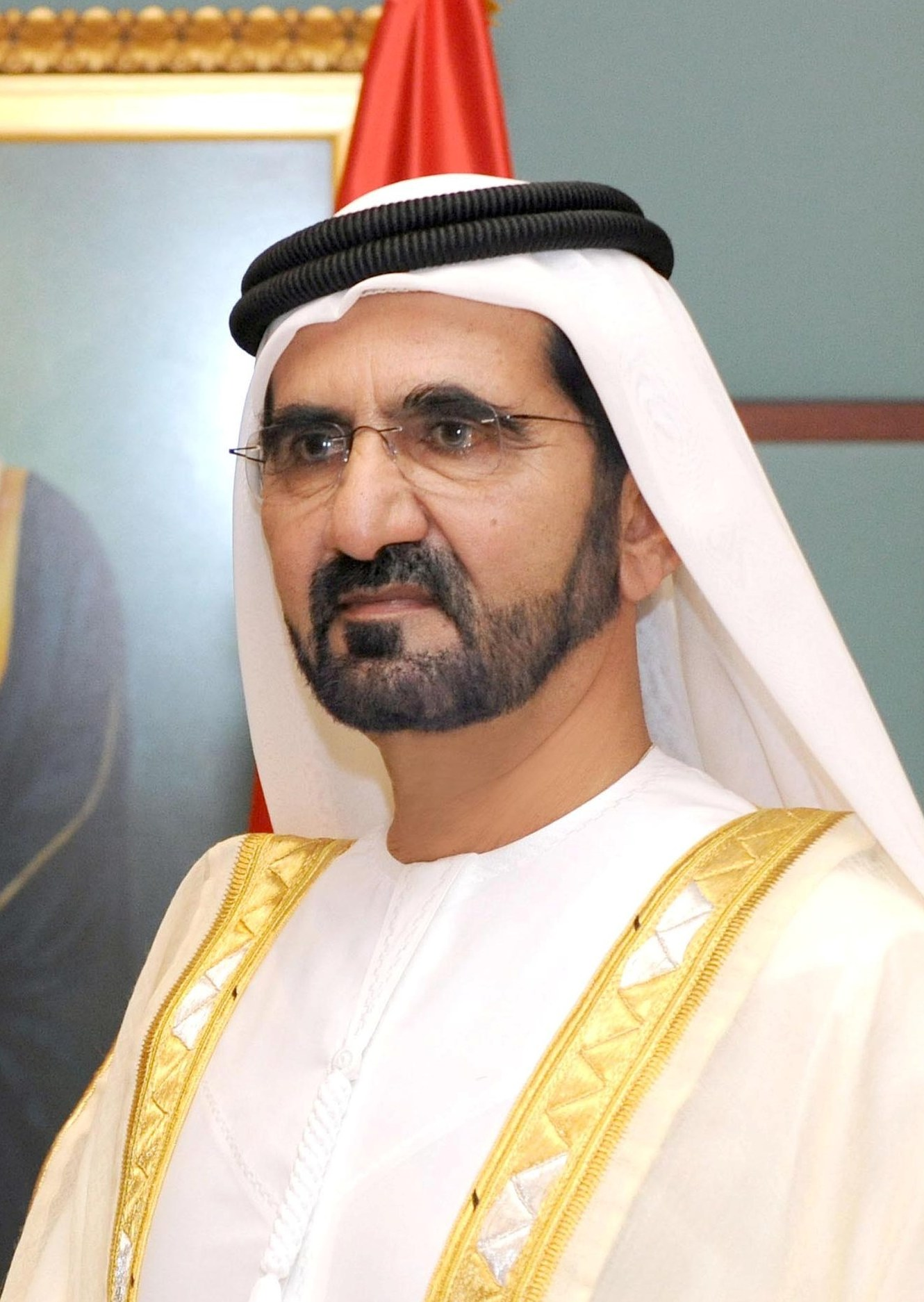
Muhammad bin Raschid Al Maktum (2012)

Scheich Muhammad bin Raschid Al Maktum (arabisch محمد بن راشد آل مكتوم Muhammad bin Rāschid Āl Maktūm, DMG Muḥammad b. Rāšid Āl Maktūm; * 15. Juli 1949 in Schindagha) ist Herrscher des Emirats Dubai und in Personalunion Vizepräsident, Premierminister und Verteidigungsminister der Vereinigten Arabischen Emirate. Er wurde im Jahr 2020 in Abwesenheit vom Londoner High Court wegen Einschüchterung, Entführung und Folter verurteilt.
In den Pandora Papers, einem 2021 veröffentlichten großen Leak über Steueroasen, wird er als Aktionär, Direktor oder Begünstigter von Offshore-Gesellschaften genannt.

## Leben
Er wurde als drittältester von vier Söhnen von Raschid bin Said Al Maktum und dessen Frau Latifa bint Hamdan Al Nahyan, geboren und gehört zur Herrscherfamilie Dubais, den Al Maktum. Durch seine Mutter ist er ein Cousin 2. Grades des Herrschers von Abu Dhabi, Muhammad bin Zayid Al Nahyan. Seine Brüder sind Maktum bin Raschid Al Maktum, Hamdan bin Raschid Al Maktum und Ahmed bin Raschid Al Maktum.
Nach dem Tod seines ältesten Bruders Maktum bin Raschid Al Maktum übernahm er das Amt des Staatsoberhauptes von Dubai und wurde Premierminister sowie Vizepräsident der VAE. Das Amt des Verteidigungsministers hat er weiterhin inne.
Muhammad bin Raschid ist Eigentümer der Motoryacht Dubai, deren Wert auf zwischen 300 und 400 Millionen Dollar geschätzt wird, und der nördlichen der beiden künstlichen Logo Islands ⊙. Sein Vermögen wird auf ca. 12 Milliarden US-Dollar geschätzt.

### Verteidigungsminister
1971 wurde Mohammed von seinem Vater Scheich Rashid zum Leiter der Dubaier Polizei und der Dubai Defence Force ernannt, die später Teil der Streitkräfte der Vereinigten Arabischen Emirate (Union Defence Force) wurden. Er war der jüngste Verteidigungsminister der Welt.
1973 verhandelte er persönlich erfolglos mit den Entführern von JAL 404, angeführt von Osamu Maruoka, einem Mitglied der Japanischen Roten Armee. Später gelang es ihm, in Verhandlungen mit den drei Entführern der KLM 861 zu erreichen, dass diese die Geiseln freiließen und das Flugzeug wieder übergaben im Austausch gegen sichere Ausreise.

### Politische Laufbahn
Am 1. November 1968 erhielt er die Befehlsgewalt über die Polizei in Dubai und war damit auch für die öffentliche Sicherheit verantwortlich. Im Dezember 1971 wurde er, unmittelbar nach der Verfassungsunterzeichnung der Vereinigten Arabischen Emirate zum Verteidigungsminister und General der Armee ernannt. Die Ernennung erfolgte durch seinen Bruder Maktum, dem neuen und ersten Premierminister der Vereinigten Arabischen Emirate.
1976 befehligte Muhammad seinen ersten Auslandseinsatz im Libanon. Dort versuchte er im Rahmen des Syrischen Bürgerkrieges, zusammen mit anderen arabischen Streitkräften, den Frieden zu wahren. Am 25. August 1977 übernahm er die Kontrolle über die Ölindustrie und die Verwaltung des Flughafens Dubai. Am Dubaier Flughafen führte er eine freie Luftfahrtpolitik ein, die für einen Anstieg des Tourismus in den 1990er Jahren sorgte.
Am 3. Januar 1995 hat Mohammeds älterer Bruder, Maktum bin Raschid Al Maktum, zwei Erlasse unterzeichnet, die Scheich Mohammed als Kronprinzen von Dubai ernannten.
Nach einem Jahrzehnt praktischer Herrschaft wurde er am 4. Januar 2006 nach dem Tode von Scheich Maktum bin Raschid Al Maktum| neuer Herrscher von Dubai. Am nächsten Tag wurde er vom Bundesrat als der neue Vizepräsident der VAE ausgewählt. Am 11. Februar hat der Bundesrat die Nominierung Scheich Mohammeds als Ministerpräsident durch Präsident Chalifa bin Zayed Al Nahyan anerkannt.

### Geschäftliche Karriere
1985 beauftragte er die Gründung der Fluggesellschaft Emirates. Die Gründungskosten betrugen 10 Millionen US-Dollar und der Einführungsflug fand am 25. Oktober statt. Scheich Mohammed ernannte seinen jüngeren Onkel, Scheich Ahmed bin Saeed, zum Geschäftsführer des neuen Unternehmens. Der Geschäftsführer von Emirates hat angegeben, die Fluggesellschaft hätte nicht mehr als 218 Millionen US-Dollar an Finanzierung durch die Regierung Dubais erhalten und mehr als 3 Milliarden US-Dollar Gewinnanteil an die Regierung zurückgezahlt.
Ebenfalls 1985 gründete er die Jebel Ali Free Zone (JAFZ), eine Freihandelszone zwischen Jumeirah und der Grenze zum Nachbaremirat Abu Dhabi.
Am 4. Januar 1995 wurde er zum Kronprinzen von Dubai ernannt, sein Bruder Hamdan zu seinem Stellvertreter. Seine erste Amtshandlungen war die Gründung des Dubai Shopping Festival (DSF). 1998 eröffnete er das Scheich-Raschid-Terminal und beendete damit die erste Phase des 540 Millionen US-$ teuren Ausbauplans für den Flughafen von Dubai. 1999 eröffnete er das Burj al Arab und gab den Startschuss für den Bau der Dubai Internet City. 2001 startete er das Projekt Palm Islands. 2008 wurde der Bau der 88 Quadratkilometer großen, parkartigen Urbanisation Mohammed bin Rashid Gardens angekündigt.
Fast alle modernen Bauten und Projekte gehen auf seine Ideen zurück. Unter seiner Herrschaft bereitet sich das Emirat Dubai auf die Zeit nach der Erdölförderung vor, als führendes Finanz-, Industrie- und Touristenzentrum im Nahen Osten. Muhammad ist Gründervater der Free Zones ebenso wie Pionier bei der Entwicklung von Immobilienprojekten. In den 1970er Jahren verwaltete Mohammed auch die Energieressourcen Dubais und die Dubai Civil Aviation.
1989 eröffnete er die erste Dubai Flugshow. 2013 hatte die Ausstellung bereits 1000 Unternehmen als Aussteller und war Schauplatz für die Unterbringung der bis dahin größten Flugzeugbestellung mit 99 Milliarden US-Dollar, investiert in Airbus A380 und Boeings Großraumflugzeuge 777. 2013 zählte die Flotte von Emirates 140 Airbus A380 Flugzeuge.

#### Dubai Ports World
1991 wurden der Hafen Jebel Ali, die Freie Zone und der Hafen Rashid zu Dubai Ports Authority durch Mohammed fusioniert. 1999 gründete er Dubai Ports International, um Auslandserwerbungen und Verwaltungsverträge zu entwickeln. 2005 wurde es zu Dubai Ports Authority zusammengefasst, um Dubai Ports World zu bilden. 2006 kaufte das Unternehmen die Peninsular and Oriental Steam Navigation Company für 7 Milliarden US-Dollar.
Als weltweites Unternehmen, ist DP World heute einer der größten Schiffsterminalbetreiber der Welt. Das Unternehmen betreibt mehr als 60 Terminals auf sechs Kontinenten, wobei der Containerumschlag 80 % des Einkommens ausmacht.

#### Burj Al Arab und Jumeirah
Das Hotel Burj al Arab wurde im Dezember 1999 gegründet. Es wurde nach einem Design von WS Atkins und nach Mohammeds Plänen als das „weltweit luxuriöseste Hotel“ auf einer Insel vor der Küste des Jumeirah Beach Hotels gebaut, welches der erste Besitz war, der von der Jumeirah Group verwaltet wurde, das Hotelverwaltungsunternehmen, das 1997 von Scheich Mohammed gegründet wurde und vom ehemaligen Trust House Forte Manager Gerald Lawless geleitet wird. Jumeirah wurde 2004 ein Teil der Dubai Holding und unterhält 22 Hotels in zehn Ländern.

#### Dubai Internet City und TECOM
Am 29. Oktober 1999 kündigte Mohammed Dubai Internet City an, ein Technologie-Zentrum und freie Handelszone. Im November 2000 trat die Dubai Media City bei, eine Content- und Media-Produktions-Freihandelszone, die an gleicher Stelle angesiedelt ist wie DIC. Scheich Mohammed sicherte den Medien bei der Gründung von DMC  Freiheiten zu. Seitdem wurden zahlreiche weitere Medien und Technologie Freihandelszonen durch die Holdinggesellschaft TECOM in Dubai entwickelt, einschließlich der International Media Production Zone, Dubai Silicon Oasis, Dubai Studio City, Dubai Healthcare City, Dubai Industrial City und Dubai Knowledge Village.

### Politische Reform
Im April 2007 hat Scheich Mohammed eine strategische Prüfung der Bundesregierung auf Bundes- und regionaler Regierungsebene angekündigt. Die UAE Federal Government Strategy (VAE Bundesregierungsstrategie), eine strategische Reform, um Mängel in der Koordination und der strategischen Planung der Regierung sowie politische Probleme und Mängel in der Legislative und im behördlichen Rahmen aufzuweisen, arbeitete an Verbesserungen in der sozialen und wirtschaftlichen Entwicklung, im öffentlichen Bereich, in der Justiz und Sicherheit und in der Infrastruktur und ländlicher Entwicklung.

#### Mohammed Bin Rashid School of Government
Die Mohammed bin Rashid School of Government (vorher die Dubai School of Government) ist eine akademische und Forschungsinstitution im Bereich der öffentlichen Politik und Regierung, fokussiert auf die Vereinigten Arabischen Emirate und die arabische Welt. Sie wurde 2005 gegründet, um eine exzellente Regierung durch Förderung der regionalen Leistung für wirksame öffentliche Politik voranzutreiben und zu unterstützen. Die Schule organisiert politische Diskussionen und internationale Verhandlungen, um den Austausch von Ideen zu ermöglichen und entscheidende Debatten in der öffentlichen Politik der arabischen Welt zu fördern.

#### Schritte gegen die Korruption
2001 wurde Obaid Saqr bin-Busit, der Leiter der Zollbehörde Dubais und Vorsitzender der Weltzollorganisation, auf Anordnung von Scheich Mohammed verhaftet, nachdem zwei Jahre lang wegen Korruption gegen ihn ermittelt wurde. Insgesamt wurden 14 Beamte, einschließlich 6 höhere Offiziere, verhaftet und wegen Straftaten in Bezug auf Korruption angeklagt. Ungewöhnlicherweise wurden die Beamten öffentlich beim Namen genannt und bloßgestellt. Kurz davor wurde das Dubaier Immobilienunternehmen Deyaar, welches im Besitz der Regierung ist, mit Korruptionsvorwürfen konfrontiert; das Ermittlungsteam bekam von Scheich Mohammed im Juni 2009 ein beispielloses Verfahren für die Untersuchung bewilligt. Der Geschäftsführer des Unternehmens wurde schuldig gesprochen, 20 Millionen Dirham durch Korruption erwirtschaftet zu haben, und im November 2014 zu 10 Jahren Gefängnis verurteilt.

### Sportliche Interessen

#### Pferdesport
Bereits als Kind galt seine Leidenschaft dem Reiten. Er züchtete Pferde und führte diese international zu Siegen. So gründete er 1994 die Godolphin-Stallungen in Newmarket und wurde 2001 mit dem Special Eclipse-Award ausgezeichnet. Aus Begeisterung für den Polosport gründete er 1996 die Poloschule VAEHorseRiding.
Mitte der 1990er Jahre gründete er das Distanz-Nationalteam der VAE. Seitdem zählen die emiratischen Distanzreiter zu den besten der Welt. Viele seiner Distanzpferde werden in Großbritannien trainiert.
2002 gewann sein Sohn, Ahmed bin Muhammad Al Maktum, als jüngster Reiter der Geschichte bei den Weltreiterspielen die Weltmeisterschaft im Distanzreiten und war der erste Weltmeister aus Vorderasien. Auch ein weiterer Sohn, Scheich Madschid, war ab 2003 aktiver Distanzreiter.
2004 wurde Muhammad Al Maktum mit Nashmi Vizeweltmeister im Distanzreiten. 2010 konnte er diesen Erfolg mit Ciel Oriental bei den Weltreiterspielen in Lexington wiederholen, wobei sein Sohn Hamdan bin Muhammad Al Maktum mit Sas Alexis den dritten Platz erreichte. Mit der Equipe der Vereinigten Arabischen Emirate gewannen sie Gold.
2012 wurde Muhammad Al Maktum in Euston Park bei Thetford Weltmeister im Distanzreiten auf Intisaar. Mit der Equipe gewannen sie wiederum Gold.
1996 startete er das höchstdotierte Pferderennen der Welt, den Dubai World Cup, mit einem Gesamtgewinn von damals 4 Millionen US-$, wovon 2,4 Millionen US-$ an den Sieger gingen. Er züchtet, hält und handelt mit Rennpferden. Bei Auktionen hat er zahlreiche wertvolle Vollblüter, wie
Meydan City im Jahr 2006 für 18,2 Millionen US-$ erworben. Bei den Weltreiterspielen 2010 in Lexington belegte er in der Einzelwertung Distanzreiten Platz zwei hinter der Spanierin Maria Mercedes Alvarez Ponton. Im Jahr 2012 wurde er mit Madji du Pont 2014 wurde er Weltmeister in der Einzel- und in der Mannschaftswertung.

## Kontroversen und Verurteilung

### Flucht und Fluchtversuche und Vorwürfe seiner Töchter sowie von Prinzessin Haya von Jordanien
Im August 2000 floh seine Tochter Shamsa Al Maktum von einem seiner Grundstücke in der südenglischen Grafschaft Surrey. Einige Wochen später wurde Shamsa in Cambridge entführt und am nächsten Tag offenbar nach Dubai geflogen. Dort verbrachte sie acht Jahre im Gefängnis.
Latifa Al Maktum scheiterte im März 2018 noch auf der Flucht, die Botschaft der USA zu erreichen, um Asyl zu beantragen. In einem 40-minütigen Video, das sie für den Fall des Scheiterns ihres Fluchtversuches aufgenommen hatte, berichtete sie unter anderem von ihrer mehrjährigen Gefangenschaft und Folter in einem Gefängnis innerhalb der Familienresidenz, von Sedierungen und der Tötung einzelner Mitglieder der Familie und von weiteren Hinrichtungen im Namen ihres Vaters. Dieser sei ein „großer Krimineller“, der „alles versucht, um den Schein eines generösen Wohltäters zu wahren“. Einer 2018 ausgestrahlten Dokumentation der BBC zufolge plante Latifa Al Maktum ihre Flucht sieben Jahre lang. Sie vertraute sich einem französisch-US-amerikanischen Geschäftsmann an, der sie auf seinem Boot nach Indien bringen sollte. Shamsa und Latifa sind die Töchter des Scheichs mit der Algerierin Huriah Ahmed Alimarah. Erneut meldete sich Latifa Al Maktum im Februar 2021 mit Videobotschaften zu Wort und beklagte die Gefangennahme unter ständiger Bewachung in einer verschlossenen Villa durch ihren Vater. Freunde von Latifa Al Maktum gaben die Aufnahmen an den britischen Rundfunksender BBC weiter, der diese am 16. Februar 2021 veröffentlichte.
Prinzessin Haya von Jordanien, Tochter von König Hussein I. und ab 2004 sechste Nebenfrau von Al Maktum, floh im Jahr 2019 aus „Angst um ihr Leben“ mit den gemeinsamen Kindern Zayed und Al Jalila und etwa 35 Millionen Euro aus Dubai nach London und beantragte Asyl. Gleichzeitig begann ein Scheidungsverfahren. Haya von Jordanien stellte unter anderem Verfügungen gegen Belästigung und den Schutz vor Zwangsverheiratung sowie einen Antrag auf Verwarnung gegen ihren Ehemann, Muhammad bin Raschid, weil er ihre Rückkehr ins Emirat forderte.

### Verurteilung wegen Drohung, Entführung und Folter
Am 5. März 2020 fällte der Londoner High Court of Justice eine Serie von Urteilen in einem Verfahren, das seine Ex-Ehefrau Haya Bint Al-Hussain im Juli 2019 gegen ihn angestrengt hatte. Der Scheich hatte über seine Anwälte vergeblich versucht, das Verfahren unter Ausschluss der Öffentlichkeit führen zu lassen, und berief sich dabei auf die Verletzung seiner Privatsphäre. Das Gericht urteilte jedoch, dass ein öffentliches Interesse an dem Prozess bestehe, und stellte zudem fest, dass der Angeklagte sich „nicht offen und ehrlich gegenüber dem Gericht“ verhalten habe. In den Urteilen erklärte der High Court Al Maktum schuldig an der Entführung von Sheikha Shamsa im Jahr 2000 und Sheikha Latifa in den Jahren 2002 und 2018. Das Gericht erklärte die Vorwürfe von körperlichen Misshandlungen, die an Folter grenzten, die Latifa in einem Video erhoben hatte, für glaubwürdig. Zudem habe der Scheich seine Ex-Ehefrau Haya Bint Al-Hussain mit Morddrohungen einzuschüchtern versucht und eine Serie von negativen Presseartikeln gegen sie lanciert. In Pressekommentaren wurde das Urteil als „große Peinlichkeit“ für Al Maktum bewertet. Nach der Urteilsverkündung ließ der Scheich erklären, dass er nicht an der Tatsachenfindung beteiligt worden sei, weswegen in dem Urteil nur eine Sichtweise – die seiner Ex-Ehefrau – zum Ausdruck komme.

### Doping von Maktums Pferden
Al Maktum wurde mehrfach mit Doping in Zusammenhang gebracht. 2009 wurde Al Maktum für sechs Monate von der FEI für Distanzritte gesperrt, nachdem bei einem Pferd, das er geritten hatte, unerlaubte Steroide gefunden worden waren. Im Mai 2013 entdeckten britische Zollbehörden am Flughafen London Stansted illegale Substanzen für den Reitsport in einem Flugzeug der Dubai Royal Air Wing. Die illegalen Substanzen waren falsch deklariert als Reitzubehör.
Ebenso wurden 18 Rennpferde aus der Stallung Al Maktums positiv auf verbotene Steroide getestet. Der Trainer wurde daraufhin entlassen und Al Maktum gab sich darüber entsetzt. Im August desselben Jahres wurden mehr als 100 verbotene medizinische Produkte in den Stallungen von Al Maktum im Vereinigten Königreich beschlagnahmt.
Trainer Mahmood Al Zarooni wurde für die Straftat verurteilt und Godolphin wurde durch Stevens Ermittlung entlastet. Al Maktum hat seitdem die Verwendung von Steroiden in den Vereinigten Arabischen Emiraten verboten, was dort zuvor nicht illegal war.
Auch der Distanzreitsport hatte unter den zahlreichen Dopingfällen bei Al Maktums Pferden zu leiden. Er selbst wurde 2009 wegen Dopings verurteilt. Er nahm 2009 mit dem Pferd Tahhan an Distanzrennen in Dubai und Bahrain teil und bei beiden Wettbewerben wurde das Pferd positiv getestet. Er bekam eine Geldstrafe und wurde rückwirkend für sechs Monate gesperrt.

## Familie
siehe auch: Stammbaum des Hauses Maktum
Seine erste Frau ist seine Cousine 1. und 2. Grades Scheicha Hind bint Maktum bin Juma Al Maktum, die er 1979 heiratete. Seine offizielle zweite Frau, Prinzessin Haya bint al-Hussein, eine Tochter von Hussein von Jordanien, die er am 10. April 2004 heiratete und mit der er zwei Kinder hat, flüchtete 2019 mit den gemeinsamen Kindern vor ihm nach Großbritannien. Scheich Muhammad hatte mindestens sechs Ehefrauen und 30 Kinder, darunter seine Tochter Schamsa, die er entführen ließ, und seine Tochter Latifa, die er unter anderem foltern ließ. Seine Tochter Shaikha ist mit Prinz Nasser von Bahrain verheiratet. Sein ältester Sohn Raschid starb am 19. September 2015 überraschend im Alter von 33 Jahren an einem Herzinfarkt. Sein zweitältester Sohn, Hamdan, wurde 2008 Erbprinz von Dubai und sein drittältester Sohn, Maktum, wurde 2008 zweiter stellvertretender Herrscher Dubais. Ein jüngerer Sohn ist Madschid. Zwei von Muhammads Töchtern tragen den Namen Maryam und drei den Namen Latifa.

## Sonstige Aktivitäten

### Kulturelle Aktivität und Patronage
1998 gründete Scheich Mohammed das Mohammed bin Rashid Zentrum für kulturelles Verständnis (SMCCU), eine gemeinnützige Organisation, die Aufklärung betreibt und die Kultur, Bräuche und Religion der Vereinigten Arabischen Emirate von Mythen freistellt. Das Motto der Organisation lautet „Offene Türen. Offene Gedanken.“ Damit versucht das SMCCU interkulturelles Verständnis und Kommunikation zwischen den Einheimischen der VAE und Besuchern sowie Zugezogenen zu verbessern.
Er ließ U-Bahn-Stationen temporär zu Kunstgalerien im Rahmen der Kunstmesse „Art Dubai 2015“ umwandeln.
Scheich Mohammed stiftete im März 2009 den nach ihm benannten Patrons of the Arts Awards, um Privatpersonen und Organisationen zu ehren, die zur Kunstentwicklung in Dubai beigetragen haben.
Am 7. Dezember 2014 vergab die Mohammed bin Rashid Al Maktum Foundation den mit einer Million US-Dollar dotierten, nach ihm benannten Knowledge Award. Der erste Preis wurde gemeinschaftlich an den Informatiker und Erfinder des World Wide Webs, Sir Tim Berners-Lee, und an den Unternehmer und Mitbegründer von Wikipedia, Jimmy Wales, „für ihre Leistungen und ihren Beitrag, Wissen auf der ganzen Welt zugänglich zu machen“, vergeben. Der Preis wurde gleichmäßig aufgeteilt.

### Wohltätigkeiten
Nach dem Bosnienkrieg spendete er Geld für den Wiederaufbau an die Region. Am 19. Mai 2007 gab er beim Weltwirtschaftsforum in Jordanien bekannt, dass er 10 Milliarden US-Dollar in die Mohammed bin Rashid Al Maktoum Foundation investiert, eine Bildungsstiftung im Nahen Osten mit dem Zweck, die Wissenslücke zwischen der arabischen Welt und der westlichen Welt zu schließen.
2001 spendete Mohammed fünf Millionen US-Dollar an die Opfer der Terroranschläge vom 11. September und fünf Millionen US-Dollar an die Flüchtlinge in Afghanistan und an der Grenze zu Pakistan.
Im September 2003 gründete er die Dubai Humanitarian City, die seitdem zum größten Versorgungszentrum für humanitäre Hilfe auf der Welt angewachsen ist. Das Zentrum wird von neun Hilfsorganisationen der Vereinten Nationen (VN) und etwa 50 NGOs und wirtschaftlichen Betreibern verwendet.

#### Dubai Cares
Im September 2007 führte er die Dubai Cares Kampagne ein, um Geld für die Bildung von einer Million Kindern in armen Ländern zu sammeln. Die Kampagne ist ein Beitrag Dubais für die UN-Millenniums-Entwicklungsziele, um bis 2015 jedem Kind eine Grundschulausbildung zu bieten. Das Geld, das von der Öffentlichkeit bei der Einführung der Kampagne im Jahr 2007 gespendet wurde, überschritt 1,65 Milliarden AED (ca. 450 Millionen US-Dollar) und dieser Betrag wurde von Scheich Mohammed auf 3,5 Milliarden Dirham aufgestockt (ca. 1 Milliarde US-Dollar). Die Initiative ist heute eine Wohltätigkeitsarbeit mit konkreten Zielen und Engagements in zahlreichen Ländern.

#### Noor Dubai
Am 3. September 2008 hat Scheich Mohammed eine neue Ramadan Initiative mit dem Namen Noor Dubai gegründet, deren Ziel es ist, der Weltgesundheitsorganisation (WHO) und der Internationalen Organisation für die Verhinderung von Blindheit (IAPB) dabei zu helfen, die Ziele von Vision 2020: The Right to Sight zu erreichen: das Recht auf Augenlicht. Noor Dubai möchte eine Million Menschen mit behandelbarer Blindheit und Sehschwäche in Entwicklungsländern lokal, regional und international behandeln und ihnen ein Gesundheitswesen bieten. Bis 2011 wurden sogar schon 5,8 Millionen Menschen erreicht und behandelt. Ein Drei-Jahres-Programm in Äthiopien, das zusammen mit dem Carter Center aufgebaut wurde, möchte weiteren 7900 Dörfern mit bis zu neun Millionen Kindern helfen, die von Trachom betroffen sind, einer bakteriellen Entzündung des Auges.

#### VAE Pakistan Unterstützungsprogramm
Am 12. Januar 2011 wurde das VAE Pakistan Unterstützungsprogramm (UAE PAP) gegründet, um Hilfe und Unterstützung für Pakistan zu bieten und die Auswirkungen von Fluten durch den Neuaufbau von Infrastruktur zu lindern. Die Anweisung erfolgte durch Chalifa bin Zayid Al Nahyan, dem Präsidenten der Vereinigten Arabischen Emirate und Scheich Mohammed bin Rashid Al Maktum. Das UAE PAP fokussiert auf vier Hauptbereiche der sozialen Neuentwicklung: Gesundheit, Bildung, Wasserversorgung und Infrastruktur. Das Programm hat den Aufbau und die Wiederherstellung von zwei Brücken, 52 Schulen und sieben Krankenhäusern sowie die Verwirklichung von 64 Wasserversorgungsplänen ermöglicht.

#### Hilfe für Palästina
Scheich Mohammed hat zahlreiche gemeinnützige Spenden an palästinensische Anliegen gespendet, einschließlich einer Spende von 600 Häusern an Gaza nach den israelischen Vergeltungsaktionen nach Terrorangriffen durch die Hamas im Jahr 2009. Er hat außerdem seinen Sieg und das Preisgeld von dem Gewinn eines großen Ausdauerrennens am 10. Januar 2009 in Bahrain den Palästinensern gewidmet. Er hat häufig darauf hingewiesen, dass eine Zwei-Staaten-Lösung und ein Abkommen für das Palästina-Problem nötig seien, ehe man eine Normalisierung der Beziehungen zu Israel erreichen könne.

#### Hilfe für Afghanistan
Scheich Mohammed hat sich mit den USA, die in Afghanistan zurückgehalten wurden, getroffen, sowohl öffentlich als auch bei Versammlungen mit US Beamten und daraufhin zwei Millionen US-Dollar für temporäre Unterkünfte für diejenigen gespendet, die durch die Bombardierung der USA in den Jahren 2001 und 2002 ihre Häuser verloren. Diese Spende bewegte wohlhabende und angesehene Emirate selbst auch dazu zu spenden, als die Nachricht sich verbreitete, dass afghanische Zivilisten von den Angriffen betroffen waren und Hilfe benötigten. Dies führte dazu, dass ein Dorf in Kandahar aufgebaut wurde, um vertriebene Familien unterzubringen. Im folgenden Jahr wurden etwa 15.000 Flüchtlinge zurück von der Afghanisch-Pakistanischen Grenze, wo sie in Notunterkünften untergebracht waren, in ihre Heimat umgesiedelt.

## Auszeichnungen
- 1998 Ehrendoktorwürde der Fakultät für Erziehungs-, Sozial- und Geisteswissenschaften der Fernuniversität Hagen
- 2008 Ehrenmedaille der Freien Universität Berlin für sein Engagement in Wissenschaft, Bildung und Kultur.[71] Im Jahr 2011 hat der Akademische Senat der FU Berlin die Ehrenmedaille aufgrund seiner Beteiligung an der Entführung und Versklavung von Kindern aberkannt.[72]
- Nach ihm ist der Mohammed-bin-Rashid-Al-Maktoum-Solarpark benannt

## Werke
Seit seiner Kindheit schreibt er Nabati-Gedichte. Die Themen reichen von Romantik bis Trauer oder aktuellen Weltereignissen
Im Jahr 2008 veröffentlichte Al Maktum mit In der Wüste findet nur der Kluge den Weg einen Gedichtband auf Deutsch in der Edition Lyrik Kabinett bei Carl Hanser Verlag. ISBN 978-3-446-23403-1.
Jedes Jahr verfasst er in Nabati-Versen ein Rätsel, das aus zahlreichen Fragen besteht, die von den Lesern, wiederum in Form von Nabati-Versen, beantwortet werden sollen. Wer alle Fragen richtig beantwortet, erhält einen Geldpreis.